# Лесьниця (Опольське воєводство)
Лесьниця (пол. Leśnica, нім. Leschnitz) — місто в південно-західній Польщі.
Належить до Стшелецького повіту Опольського воєводства.

## Демографія
Демографічна структура станом на 31 березня 2011 року:
|          | Загалом | Допрацездатний вік | Працездатний вік | Постпрацездатний вік |
| -------- | ------- | ------------------ | ---------------- | -------------------- |
| Чоловіки | 1301    | 260                | 901              | 140                  |
| Жінки    | 1444    | 251                | 876              | 317                  |
| Разом    | 2745    | 511                | 1777             | 457                  |